# Marcetia luetzelburgii
Marcetia luetzelburgii är en tvåhjärtbladig växtart som beskrevs av Markgr.. Marcetia luetzelburgii ingår i släktet Marcetia och familjen Melastomataceae. Inga underarter finns listade i Catalogue of Life.